# Grand dodécaèdre étoilé
Ne pas confondre avec les autres dodécaèdres.
En géométrie, le grand dodécaèdre étoilé est un solide de Kepler-Poinsot. C'est l'un des quatre polyèdres réguliers non convexes.
Il est composé de 12 faces pentagrammiques, avec trois pentagrammes se rencontrant à chaque sommet.
Les 20 sommets ont la même disposition que ceux du dodécaèdre régulier.
Raser les pyramides triangulaires donne un icosaèdre régulier.
Si les faces pentagrammiques sont cassées en triangles, il est relié topologiquement au triaki-icosaèdre, avec la même connectivité de faces, mais avec des faces triangulaires isocèles plus grandes.

## Comme une stellation
Il peut aussi être construit comme la troisième des trois stellations du dodécaèdre, et référencé sous le modèle de Wenninger [W22] (en).